# دیوید کاپرفیلد (شخصیت)
دیوید کاپرفیلد  (به انگلیسی: David Copperfield) قهرمان رمان دیوید کاپرفیلد (۱۸۵۰) اثر چارلز دیکنز است که این کتاب به اسم وی نام‌گذاری شده‌است. به‌طور گسترده‌ای تصور می‌رود که اساس این شخصیت خود دیکنز باشد که بسیاری از عناصر زندگی او را در بر می‌گیرد.